# Tom Wirtgen
Tom Wirtgen, né le 4 mars 1996 à Dippach, est un coureur cycliste luxembourgeois. 

## Biographie
Tom Wirtgen naît le 4 mars 1996 à Dippach au Luxembourg. Son frère cadet Luc (né en 1998) est également coureur cycliste.
En 2013 et 2014, il est quadruple champion du Luxembourg chez les juniors (moins de 19 ans). En 2014, toujours chez les juniors, il se classe également cinquième du championnat d'Europe sur route et sixième du championnat du monde du contre-la-montre.
En 2015, il rejoint l'équipe continentale luxembourgeoise Leopard Development. Au cours de ses trois années au sein de l'équipe, il devient à deux reprises champion du Luxembourg du contre-la-montre espoirs (moins de 23 ans). À l'international, il obtient une troisième place d'étape lors du Triptyque des Monts et Châteaux en 2016 et 2017. Aux mondiaux 2017, il prend la quatrième place du contre-la-montre espoirs.
Pour la saison 2018, il rejoint l'équipe AGO-Aqua Service, qui sert d'équipe de développement à la formation de deuxième division Wallonie Bruxelles. Il remporte le  championnat du Luxembourg du contre-la-montre espoirs pour la troisième fois, ainsi qu'une étape du Tour du Jura. Pour la saison 2019, Wirtgen signe officiellement avec l'UCI ProTeam Wallonie Bruxelles, tout comme son frère Luc. Fin juillet 2019, il est sélectionné pour représenter son pays aux championnats d'Europe, où il prend la vingt-huitième place du contre-la-montre individuel. En 2020, il est sélectionné pour représenter son pays aux championnats d'Europe organisés à Plouay dans le Morbihan. Il se classe seizième de la course en ligne. En 2021, il est troisième sur une étape du Tour du Portugal.
Après la saison 2022, Wirtgen ne prolonge pas son contrat avec Bingoal WB en raison de problèmes internes et d'un manque de résultats. Se retrouvant sans équipe, il envisage la fin de sa carrière, mais signe finalement avec l'équipe continentale néo-zélandaise Global 6 Cycling peu avant le début de la saison 2023. Avec une troisième place dans le prologue du Tour of Malopolska, il décroche un nouveau podium. Pour la saison 2024, Wirtgen rejoint l'équipe continentale autrichienne Felt Felbermayr, qui vise une licence en tant que ProTeam à partir de 2025. Après la fin inattendue de l'équipe Felt Felbermayr, il décide de mettre un terme à sa carrière de cycliste après la saison 2024, à 28 ans,.

## Palmarès

### Palmarès sur route
- 2008
  - 2e du championnat du Luxembourg sur route minimes
- 2009
  - 2e du championnat du Luxembourg sur route cadets
- 2010
  - 2e du championnat du Luxembourg sur route cadets
- 2012
  -  Champion du Luxembourg sur route débutants
- 2013
  -  Champion du Luxembourg sur route juniors
  -  Champion du Luxembourg du contre-la-montre juniors
  - Internationale 3-Etappen-Rundfahrt (de) : 
    - Classement général
    - 3e étape
- 2014
  -  Champion du Luxembourg sur route juniors
  -  Champion du Luxembourg du contre-la-montre juniors
  - 2e du Tour de Haute-Autriche juniors
  - 2e du Grand Prix François-Faber
  - 5e du championnat d'Europe sur route juniors
  - 6e du championnat du monde du contre-la-montre juniors
- 2015
  -  Champion du Luxembourg sur route espoirs
  -  Champion du Luxembourg du contre-la-montre espoirs
  - 3e étape du Tour de l'Oder (contre-la-montre)
  - 2e étape du Tour de Moselle (contre-la-montre)
- 2017
  -  Champion du Luxembourg du contre-la-montre espoirs
  - 3e étape du Tour de l'Oder (contre-la-montre)
  - 2e étape du Tour de Moselle (contre-la-montre)
  - 3e du championnat du Luxembourg sur route espoirs
  - 4e du championnat du monde du contre-la-montre espoirs
- 2018
  -  Champion du Luxembourg du contre-la-montre espoirs
  - 2e étape du Tour du Jura
  - Tour de l'Oder :
    - Classement général
    - 3ea étape (contre-la-montre)

  - 3e de Gand-Staden
- 2019
  - 2e du championnat du Luxembourg du contre-la-montre

### Classements mondiaux
| Année                                 | 2015 | 2016  | 2017  | 2018  | 2019 | 2020 | 2021  | 2022  | 2023  | 2024 |
| ------------------------------------- | ---- | ----- | ----- | ----- | ---- | ---- | ----- | ----- | ----- | ---- |
| Classement mondial                    |      | 2764e | 833e  | 1121e | 915e | 473e | 1576e | 1881e | 1730e | 852e |
| UCI Europe Tour                       | 803e | 1852e | 1112e | 704e  | 664e | 390e | 1110e | 1212e | nc    | nc   |
|                                       |      |       |       |       |      |      |       |       |       |      |
| Légende : nc = non classéSource : UCI |      |       |       |       |      |      |       |       |       |      |

### Palmarès en cyclo-cross
- 2013-2014
  - Grand Prix du Nouvel-An juniors, Pétange
  - 3e du championnat du Luxembourg de cyclo-cross juniors